# 洪运路站
洪运路站是南宁轨道交通4号线的地铁车站，亦是其終點站，位于中华人民共和国广西壮族自治区南宁市江南區洪历路与洪运路交叉路口西侧地下。
本站于2020年11月23日随4号线开通而投入使用，设有5个出入口和1个岛式站台。

## 设施

### 结构
本站设有2层，地面为出入口，地下一层为站厅，地下二层为4号线月台。
| 地面     | 出入口                    | 出入口                   |
| 地下一层 | 大堂                      | 客服中心、商店、自助服務 |
| 地下二层 |                           | 4號線終點站              |
| 地下二层 | 島式月台                  |                          |
| 地下二层 | █ 4号线列車往楞塘村站方向 |                          |

### 出入口
本站形似狹長的方形，設有5個出入口。
| 出口編號            | 建議前往的目的地                                         |
| ------------------- | -------------------------------------------------------- |
| A1出入口            | 洪历路                                                   |
| A2出入口            | 洪历路 南站大道 南宁市第三十八中学                       |
| B出入口             | 洪历路                                                   |
| C出入口             | 洪运路 洪历路 国凯大道 同兴路 东盟智谷                   |
| D出入口             | 洪运路 洪历路 国凯大道 同兴路 南宁经济开发区消防救援大队 |
| 注： 設有无障碍电梯 |                                                          |